# Никон Радонежский
Ни́кон Ра́донежский (1352, Юрьев-Польский — 17 ноября 1426, Сергиев Посад) — ученик Сергия Радонежского, второй игумен Троицкого монастыря. Канонизирован Макарьевским собором 1547 года в лике преподобных, память совершается 17 (30) ноября и 6 (19) июля.

## Жизнеописание
Никон родился в 1352 году в Юрьеве-Польском. С детства имел склонность к монашеской жизни. Узнав о Сергии Радонежском, захотел стать его учеником. Придя в обитель преподобного Сергия, Никон не был принят в число братии. Сергий направил его к своему ученику Афанасию, игумену серпуховского Высоцкого монастыря. Никон повиновался. Достигнув 30 лет, будучи рукоположённым в иеромонаха, он вновь пришёл к преподобному Сергию и был принят им в число братии Троицкого монастыря.
Видя добродетели Никона, Сергий взял его в свою келью и сделал своим учеником. За полгода до своей смерти в 1392 году, уйдя в затвор, Сергий поставил Никона игуменом Троицкого монастыря. Никон недолго был игуменом и вскоре после смерти своего учителя ушёл в затвор, оставив руководство монастырём преподобному Савве Сторожевскому. В 1398 году Савва по просьбе звенигородского князя Юрия Димитриевича покинул монастырь и переселился в окрестности Звенигорода, где основал Саввино-Сторожевский монастырь. Никон, выйдя из затвора, вновь вернулся к управлению Троицким монастырём.

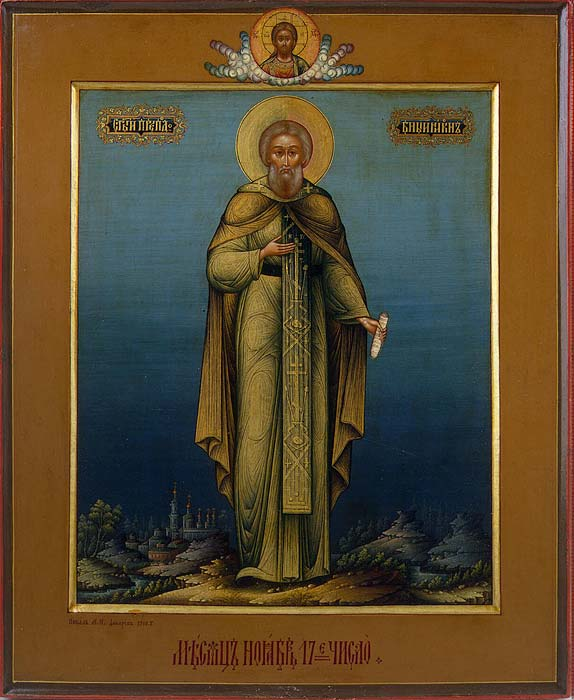
Никон Радонежский. Икона месячной минеи для церкви Введения Богородицы во храм в Мраморном дворце в Петербурге. Иконописец Михаил Дикарёв. Государственный Эрмитаж

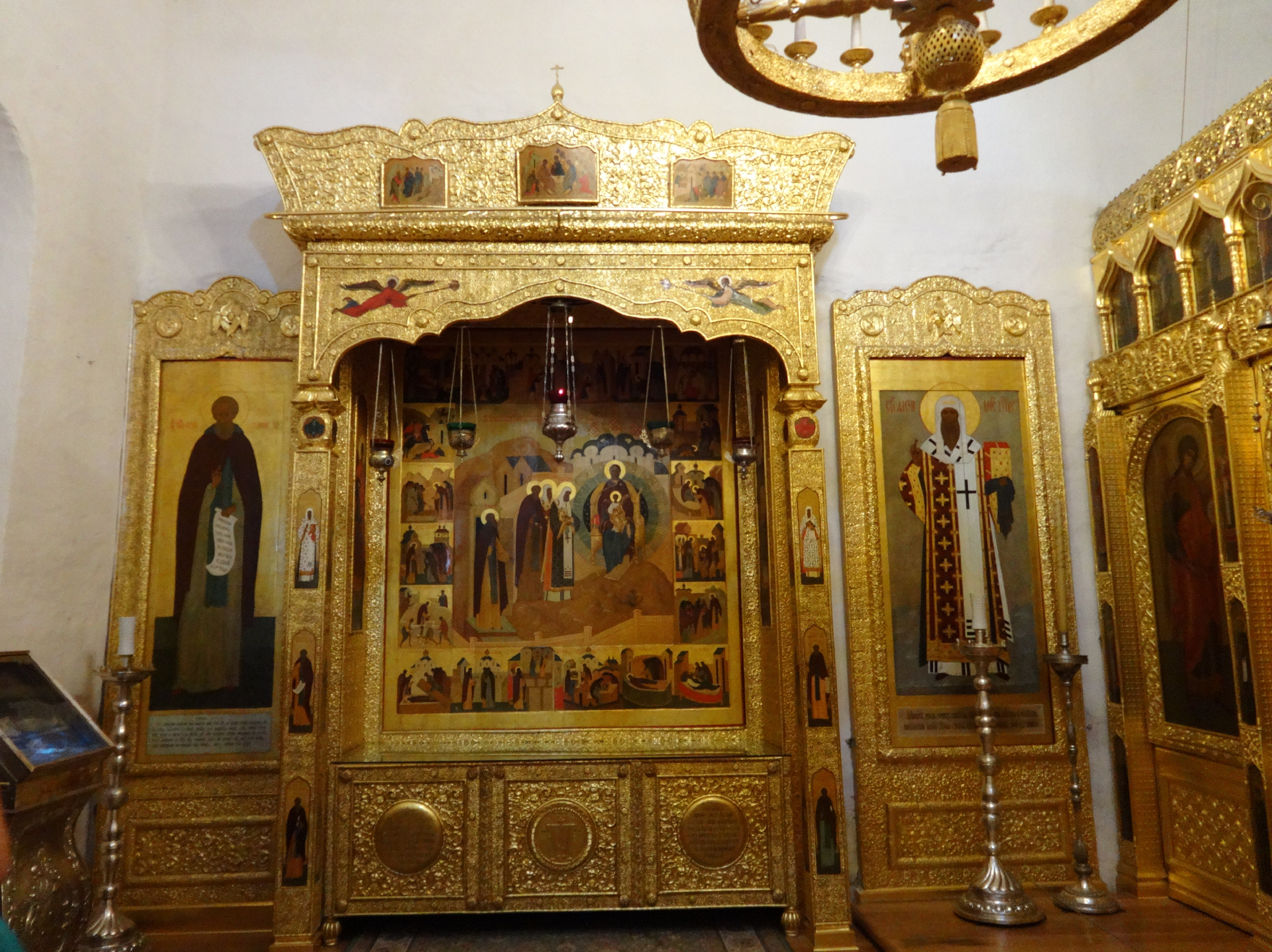
Рака с мощами преподобного Никона

При Никоне Троицкий монастырь был полностью разрушен войсками хана Едигея в 1408 году, удалось спасти только книги и священные сосуды. Никон начал восстановление монастыря. 5 июля 1422 года при закладке каменного храма во имя Святой Живоначальной Троицы им были обретены мощи преподобного Сергия. Для украшения храма он пригласил иконописцев Даниила Чёрного и Андрея Рублёва. Церковное предание, поддерживаемое большинством исследователей, приписывает Никону заказ Андрею Рублёву «в похвалу Сергию Радонежскому» знаменитой иконы Троицы.
Никон скончался 17 ноября 1426 года и был погребён рядом с ракой преподобного Сергия.

## Почитание
При митрополите Ионе Московском иеромонах Пахомий Логофет написал житие и службу преподобному Никону.

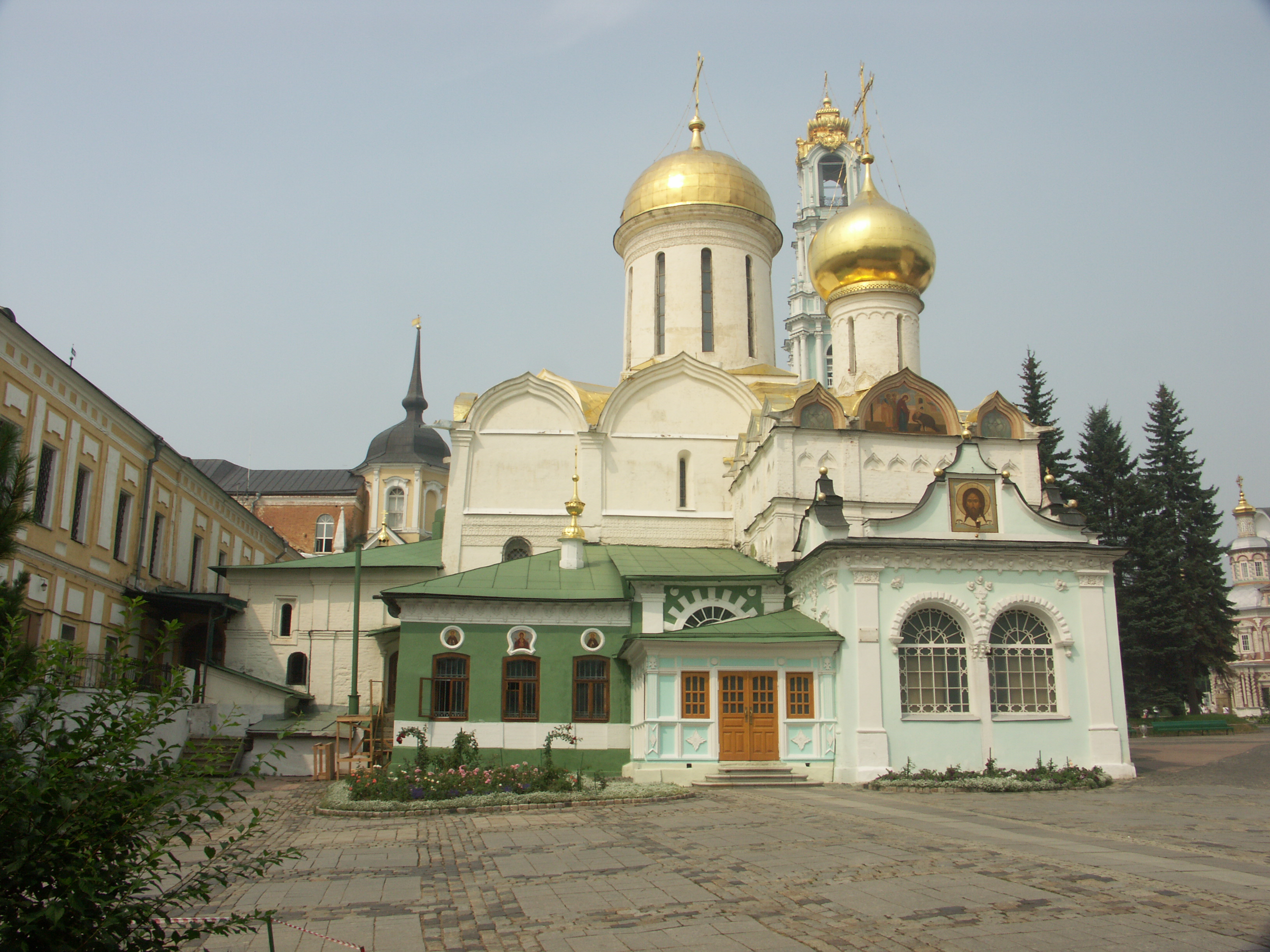
Никоновская церковь вплотную примыкает к южной стене Троицкого собора и воспринимается как единое целое с ним. Поэтому иногда эта церковь именуется Никоновским приделом Троицкого собора

25 февраля 1547 года Церковный собор при митрополите Макарии установил общецерковное (повсеместное) почитание памяти преподобного Никона, Радонежского чудотворца. В следующем, 1548, году над могилой Никона была построена небольшая каменная церковь. От этой первоначальной церкви до нашего времени лишь частично сохранился фундамент. В 1623—1624 годах к южной стене лаврского Троицкого собора на месте первоначальной церкви был пристроен ныне существующий бесстолпный одноапсидный одноглавый храм с коробовым сводом. Рака со святыми мощами находится у северной стены церкви. Образ преподобного Никона на раке и икона «Преподобный Никон изыде из келлии и узре являвшихся ему святителей Московских Петра и Алексия и преподобного Сергия, отходящими ко храму» созданы монахиней Иулианией (Соколовой). Богослужение в храме совершается в день памяти преподобного Никона — 30 ноября.